# نو دم
نو دم (بالكردية: نوو دەم؛ الوقت الجديد) هي صحيفة نصف شهرية باللغة الكردية ومقرها في القامشلي، سوريا. صحيفة، أول صحيفة باللغة الكردية في سورية، بدأت في مايو 2013. في ذلك الوقت كان لديها تداول 3،000. بتاريخ أكتوبر 2013 القادر أغيد هو رئيس تحرير ومسعود حميد هو مدير.